# 2018 год в музыке

## Памятные даты

### Юбилеи музыкантов[1][2]

#### В память музыкантов
- 200 лет — Шарль Франсуа Гуно
  - 180 лет — Жорж Бизе
  - 160 лет — Джакомо Пуччини
  - 120 лет — Джордж Гершвин, Василий Иванович Лебедев-Кумач
  - 110 лет — Оливье Мессиан
  - 100 лет — Дэйв Бартоломью, Бернд Алоис Циммерман
  - 90 лет — Карлхайнц Штокхаузен, Серж Генсбур
  - 80 лет — Владимир Высоцкий, Джо Дассен
  - 75 лет — Джим Моррисон, Джордж Харрисон
  - 70 лет — Донна Саммер
  - 60 лет — Майкл Джексон, Принс
  - 50 лет — Андрей Кузьменко
  - 45 лет — Михаил Горшенёв, Илья Калинников

#### Отмечающие юбилейные даты
- - 90 лет — Эннио Морриконе
  - 80 лет — Вахтанг Кикабидзе, Илья Резник, Адриано Челентано
  - 75 лет — Сальваторе Адамо, Аль Бано, Мик Джаггер, Хулио Иглесиас, Тото Кутуньо
  - 70 лет — Крис де Бург, Жан-Мишель Жарр, Элис Купер, Эндрю Ллойд Уэббер, Клаус Майне, Оззи Осборн, Стивен Тайлер, Стиви Никс
  - 60 лет — Александр Малинин, Мадонна, Константин Кинчев, Валерий Кипелов, Валерий Сюткин
  - 50 лет — Леонид Агутин, Илья Лагутенко, Владимир Пресняков-младший, Максим Фадеев, Кайли Миноуг, Селин Дион, DJ Bobo, Валерия.
  - 45 лет — Андрей Князев, Александр Балунов, Александр Щиголев
  - 40 лет — Ашер, Мэтью Беллами, Эй Джей Маклин, Нелли Фуртадо, Ани Лорак, Николь Шерзингер, Сергей Бабкин
  - 30 лет — Адель, Рианна, Джош Дан, Тайлер Джозеф
  - 25 лет — Шер Ллойд, Зейн Малик, ALEKSEEV, Ариана Гранде
  - 20 лет — Шон Мендес

### Юбилеи коллективов

#### В память распавшихся групп
- - 60 лет — Bee Gees.
  - 50 лет — Led Zeppelin, Black Sabbath.
  - 30 лет — Blur, Агата Кристи, Ногу свело, Би-2, Фристайл, Король и Шут, Братья Гадюкины.
  - 25 лет — Daft Punk, Green Grey, Backstreet Boys, Korn.
  - 20 лет — 30 Seconds to Mars, Coldplay, Hi-Fi, 4 короля, Lumen.
  - 10 лет — Imagine Dragons, Градусы, NikitA, Горячий шоколад, ДиО.фильмы.

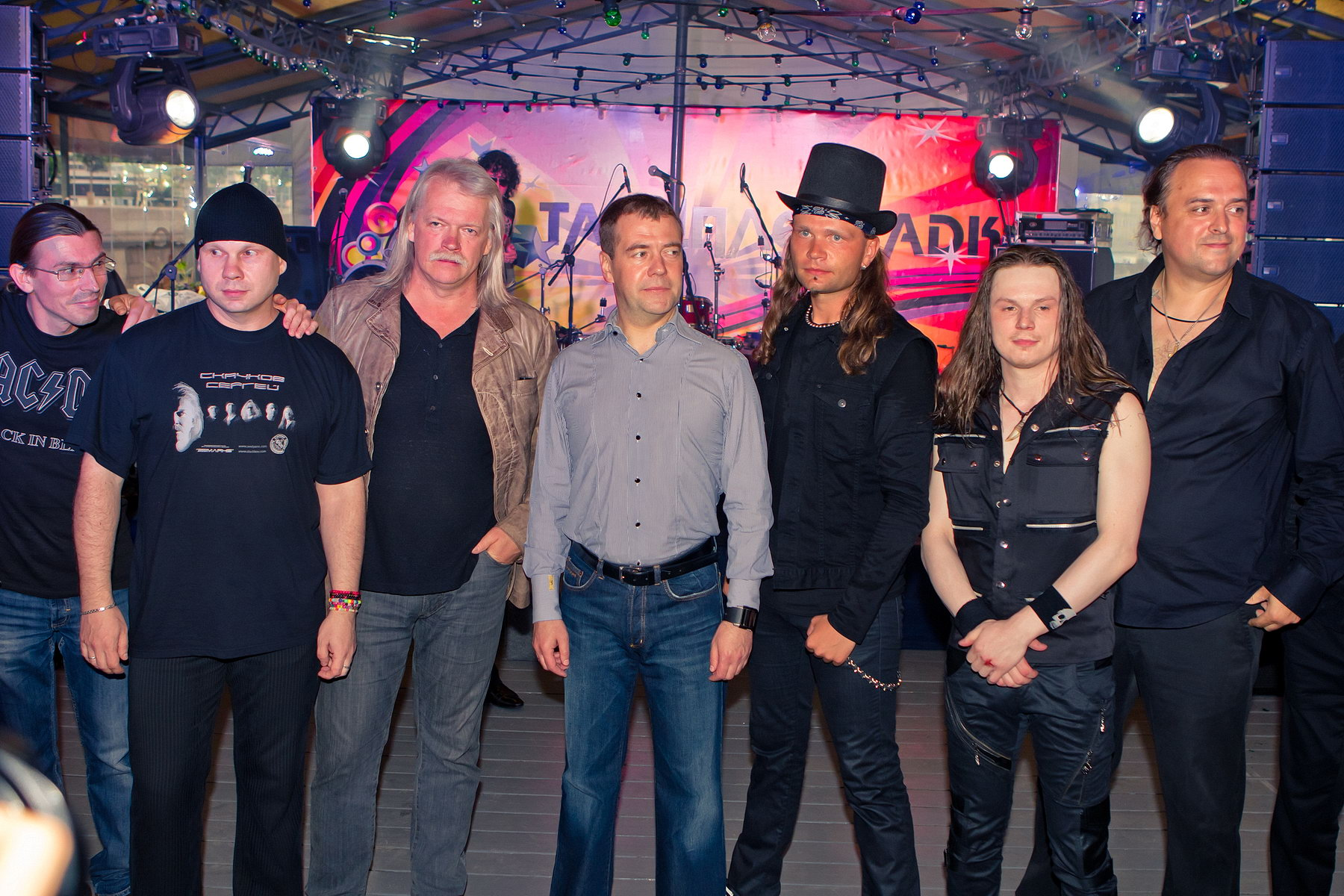
Дмитрий Медведев и группа «Земляне»

#### Действующие музыкальные коллективы
- - 50 лет — Deep Purple, Nazareth.
  - 40 лет — Duran Duran, UB40, Treacherous Three, «Земляне»

## События
- 28 января — 60-я ежегодная церемония вручения наград «Грэмми»[3].
- Май — 63-й конкурс песни «Евровидение» 2018. Даты полуфиналов — 8 мая и 10 мая, финал конкурса 12 мая 2018 года (Лиссабон, Португалия)[4].
- 1 июня — норвежский музыкальный проект Burzum прекращает свою деятельность.
- 13 июля — последнее выступление группы «Високосный год» в Усть-Каменогорске[5].
- 19 июля — официальное издание первого электрического магнитоальбома «Истинный убийца» группы «Король и Шут»
- 16 ноября — Big Baby Tape выпустил дебютный альбом Dragonborn.

## Группы
| Образовавшиеся - ФРЕНДЗОНА - (G)I-DLE - Videoclub - IZ*ONE - Fromis 9 - NeonPunch - LOONA - Girls’ Generation — Oh!GG - Zutomayo - Заточка - Кис-кис - RASA - Горшенёв Воссоединившиеся - ABBA - The Kinks - Swedish House Mafia - Винтаж - Static-X | Распавшиеся - Burzum - The Fall - Мы - Rush - Натиск - Кукрыниксы - Непара - Pravada |  |

## Награды
|                         |
| Billboard Music Awards  |
|                         |
| MTV Video Music Awards  |
|                         |
| MTV Europe Music Awards |
|                         |
| 60-я церемония «Грэмми» |
|                         |

### Зал славы рок-н-ролла
Исполнители:
- Bon Jovi (Джон Бон Джови, Дэвид Брайан, Хью Макдональд, Ричи Самбора, Алек Джон Сач и Тико Торрес)[9]
- The Cars (Эллиот Истон, Рик Окасек, Бенджамин Орр, Дэвид Робинсон и Грег Хоукс)[10]
- Dire Straits (Алан Кларк[англ.], Джон Иллсли, Дэвид Нопфлер, Марк Нопфлер, Пик Уизерс[англ.] и Гай Флетчер[англ.])[11]
- The Moody Blues (Джон Лодж, Денни Лэйн, Майк Пиндер, Рэй Томас, Джастин Хейворд и Грэм Эдж)[12]
- Нина Симон[13]

Раннее влияние:
- Сестра Розетта Тарп[14]

Синглы:
- Born to Be Wild (Steppenwolf)
- Louie Louie (The Kingsmen)
- Rocket 88 (Jackie Brenston and his Delta Cats)
- Rumble (Link Wray & His Ray Men)
- The Twist (Чабби Чекер)
- A Whiter Shade of Pale (Procol Harum)

### Зал славы авторов песен
- Билл Андерсон[англ.][16]
- Роберт Белл[17]
- Рональд Белл[18]
- Джордж Браун[19]
- Алан Джексон[20]
- Стив Дорфф[англ.][21]
- Джермейн Дюпри[22]
- Джон Мелленкамп[23]
- Джеймс Тейлор[англ.][24]
- Элли Уиллис[англ.][25]

Награда Хэла Дэвида «Звёздный свет»:
- Сара Бареллис[26]

Награда Хауи Ричмонда создателю хитов:
- Люсиан Грэйндж[англ.][27]

Награда Джонни Мерсера:
- Нил Даймонд[28]

### Зал славы кантри
- Джонни Гимбл[англ.][29]
- Рики Скэггс[30]
- Дотти Уэст[31]

## Песни

### США
Хиты № 1 в США (Список синглов № 1 в США в 2018 году (Billboard) #1 Hits)
- «God’s Plan» — Drake (11 недель)
- «In My Feelings» — Drake (10 недель)
- «Nice for What» — Drake (8 недель)
- «Girls Like You» — Maroon 5 feat. Cardi B (7 недель)
- «Thank U, Next» — Ariana Grande (6 недель)
- «Perfect» — Ed Sheeran (4 недели)
- «This Is America» — Childish Gambino (2 недели)
- «Havana» — Camila Cabello feat. Young Thug (1 неделя)
- «Psycho» — Post Malone feat. Ty Dolla $ign (1 неделя)
- «Sad!» — XXXTentation (1 неделя)
- «I Like It» — Cardi B feat. Bad Bunny & J Balvin (1 неделя)
- «Sicko Mode» — Travis Scott (1 неделя)

### Великобритания
Хиты № 1 в Великобритании (UK Official Top 100 #1 Hits)
- «God’s Plan» — Drake (9 недель)
- «One Kiss» — Calvin Harris feat. Dua Lipa (8 недель)
- «Promises» — Calvin Harris feat. Sam Smith (6 недель)
- «Thank U, Next» — Ariana Grande (6 недель)
- «Shotgun» — George Ezra (4 недели)
- «In My Feelings» — Drake (4 недели)
- «Perfect» — Ed Sheeran (2 недели)
- «Shallow» — Lady Gaga feat. Bradley Cooper (2 недели)
- «River» — Eminem feat. Ed Sheeran (1 неделя)
- «These Days» — Rudimental feat. Jess Glynne & Macklemore (1 неделя)
- «Freaky Friday» — Lil Dicky feat. Chris Brown (1 неделя)
- «Nice for What» — Drake (1 неделя)
- «I'll Be There» — Jess Glynne (1 неделя)
- «Solo» — Clean Bandit feat. Demi Lovato (1 неделя)
- «Three Lions» — Baddiel & Skinner & The Lightning Seeds (1 неделя)
- «Eastside» — Benny Blanco feat. Halsey & Khalid (1 неделя)
- «Funky Friday» — Dave & Fredo (1 неделя)
- «We Built This City» — LadBaby (1 неделя)
- «Sweet But Psycho» — Ava Max (1 неделя)

### Россия
Хиты № 1 в России (Radio TopHit)
- «Breathe» — Jax Jones feat. Ina Wroldsen (7 недель)
- «One Kiss» — Calvin Harris feat. Dua Lipa (7 недель)
- «Штрихи» — Burito (6 недель)
- «ДНК» — Джиган feat. Артём Качер (5 недель)
- «Маячки» — Юлианна Караулова (5 недель)
- «Drunk Groove» — Maruv & Boosin (4 недели)
- «In My Mind» — Dynoro & Gigi D'Agostino (4 недели)
- «Плакала» — Kazka (4 недели)
- «Solo» — Clean Bandit feat. Demi Lovato (2 недели)
- «Focus On Me» — Maruv (2 недели)
- «Later Bitches» — The Prince Karma (2 недели)
- «Sad Story (Out Of Luck)» — Merk & Kremont (1 неделя)
- «Dusk Till Dawn» — Zayn feat. Sia (1 неделя)
- «Friends» — Marshmello feat. Anne-Marie (1 неделя)
- «Hands Up» — DNCE feat. Merk & Kremont (1 неделя)

## Рейтинги
- Список альбомов № 1 в США в 2018 году (Billboard)
- Список синглов № 1 в США в 2018 году (Billboard)
- Список синглов № 1 в России в 2018 году (TopHit)

## Скончались

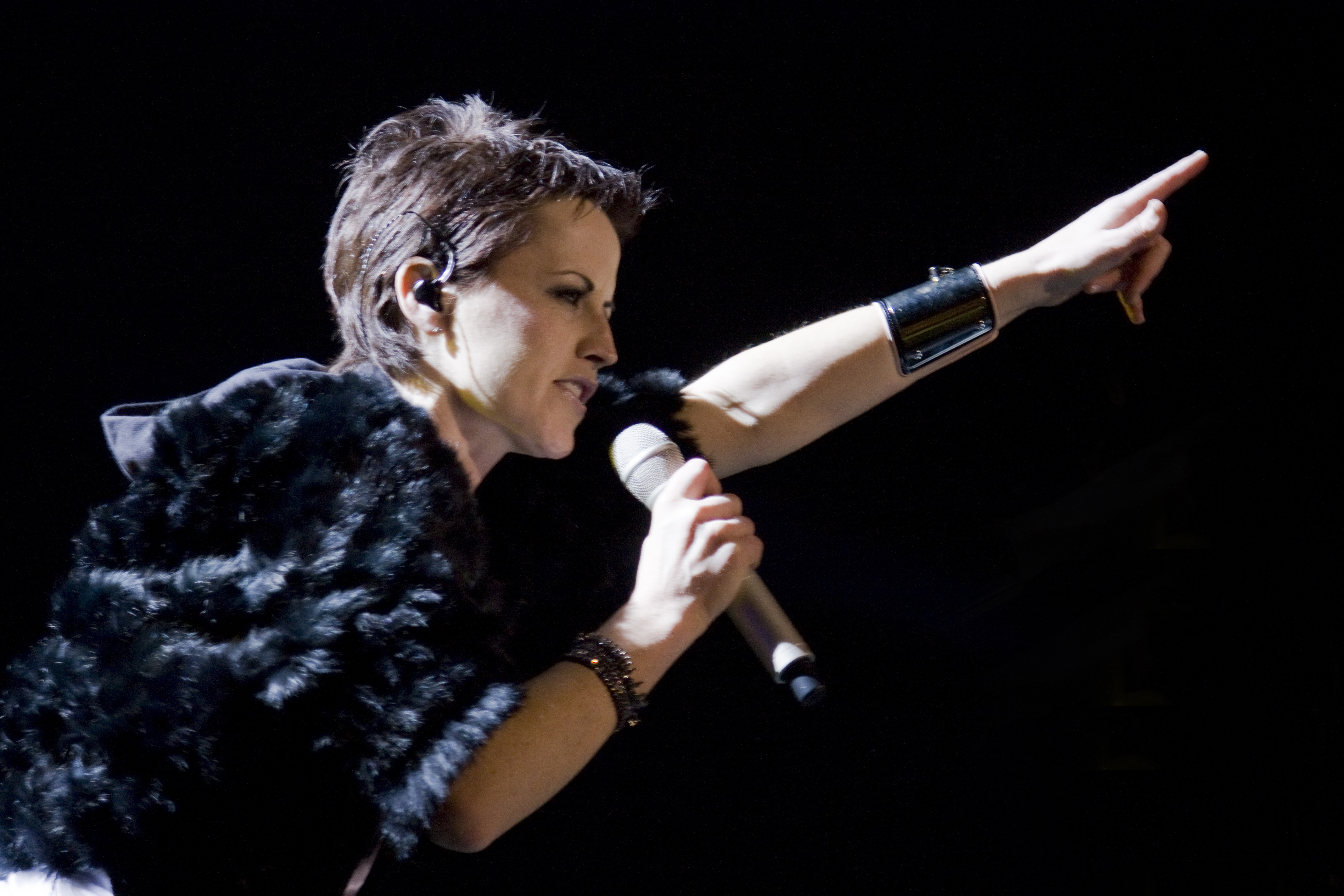
Долорес О’Риордан

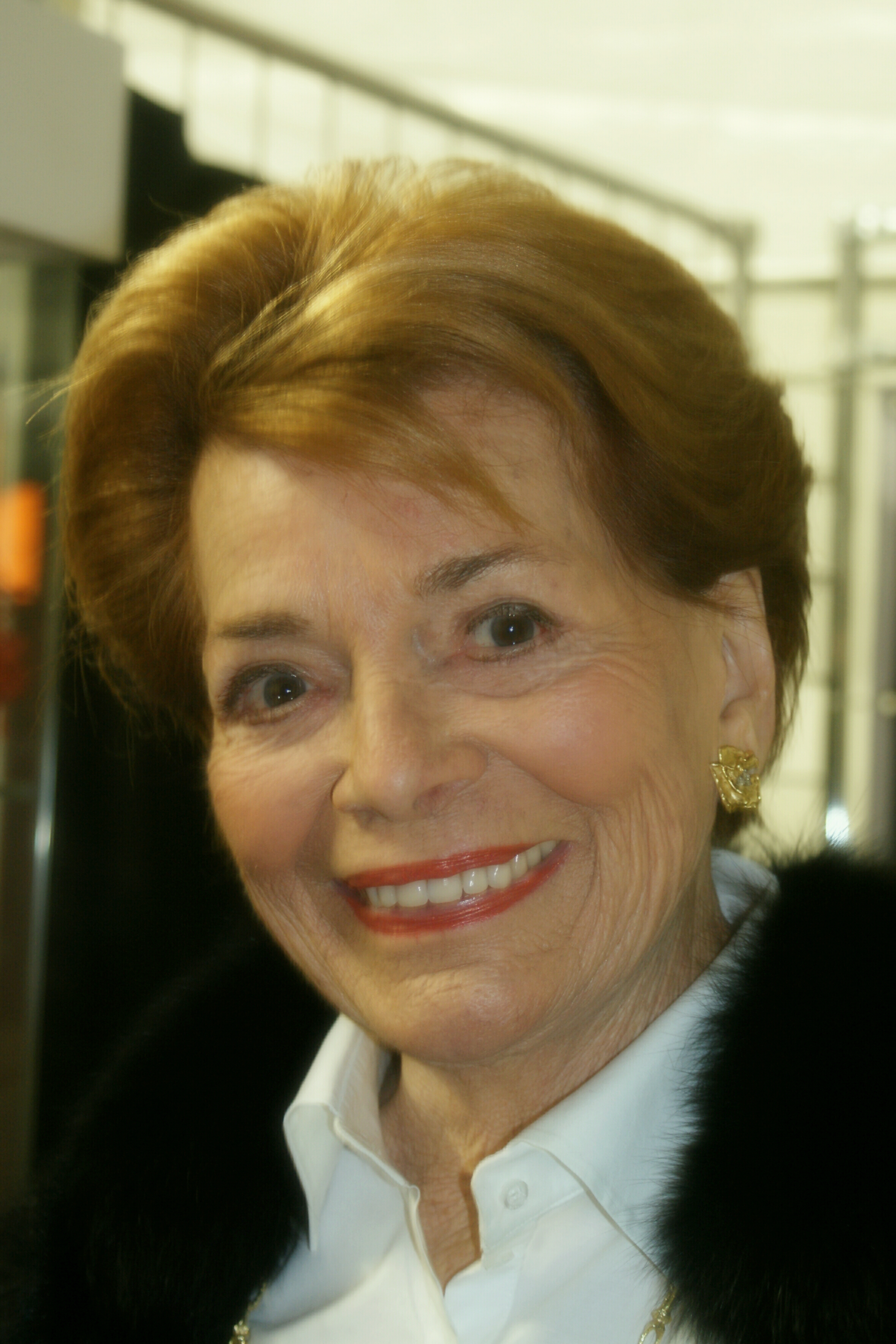
Лиз Ассиа

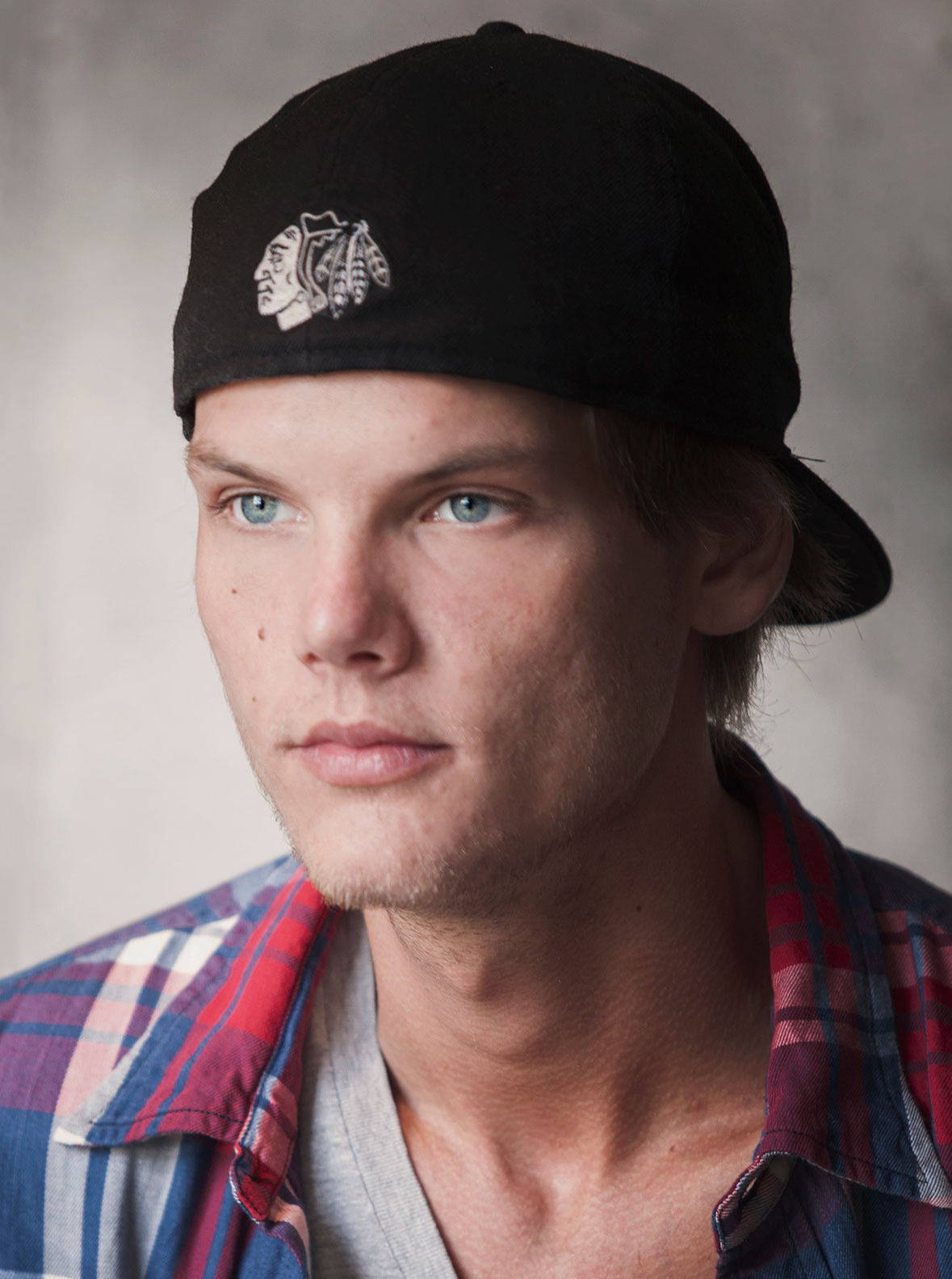
Авичи

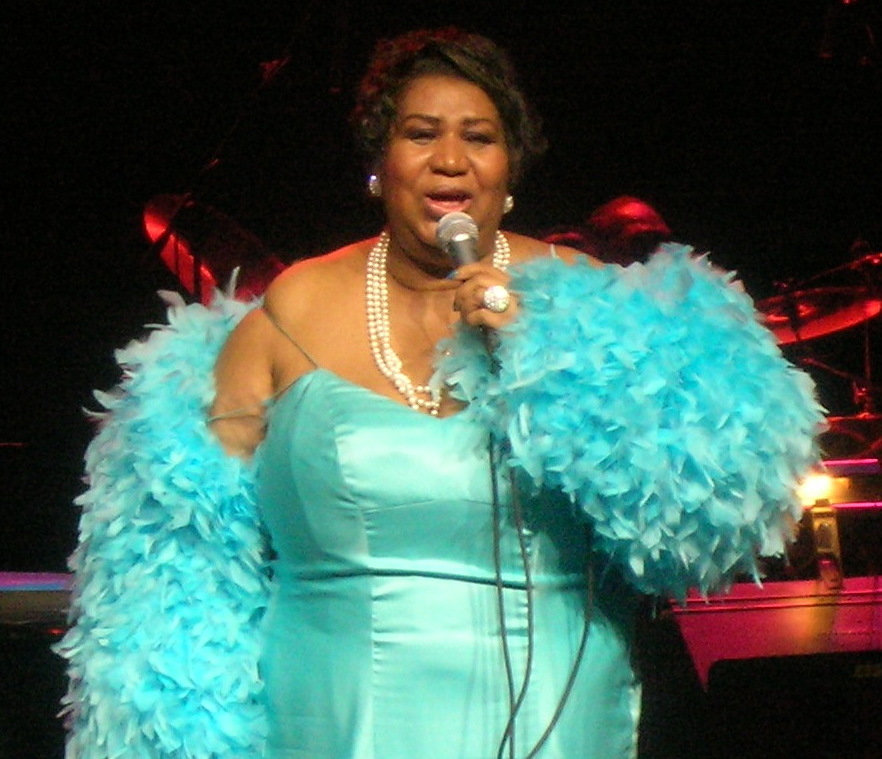
Арета Франклин

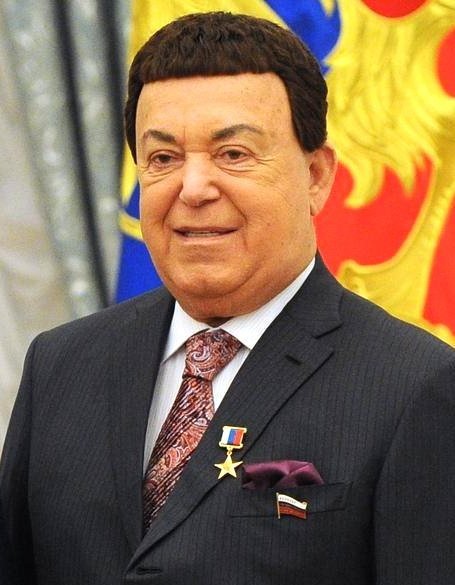
Иосиф Кобзон

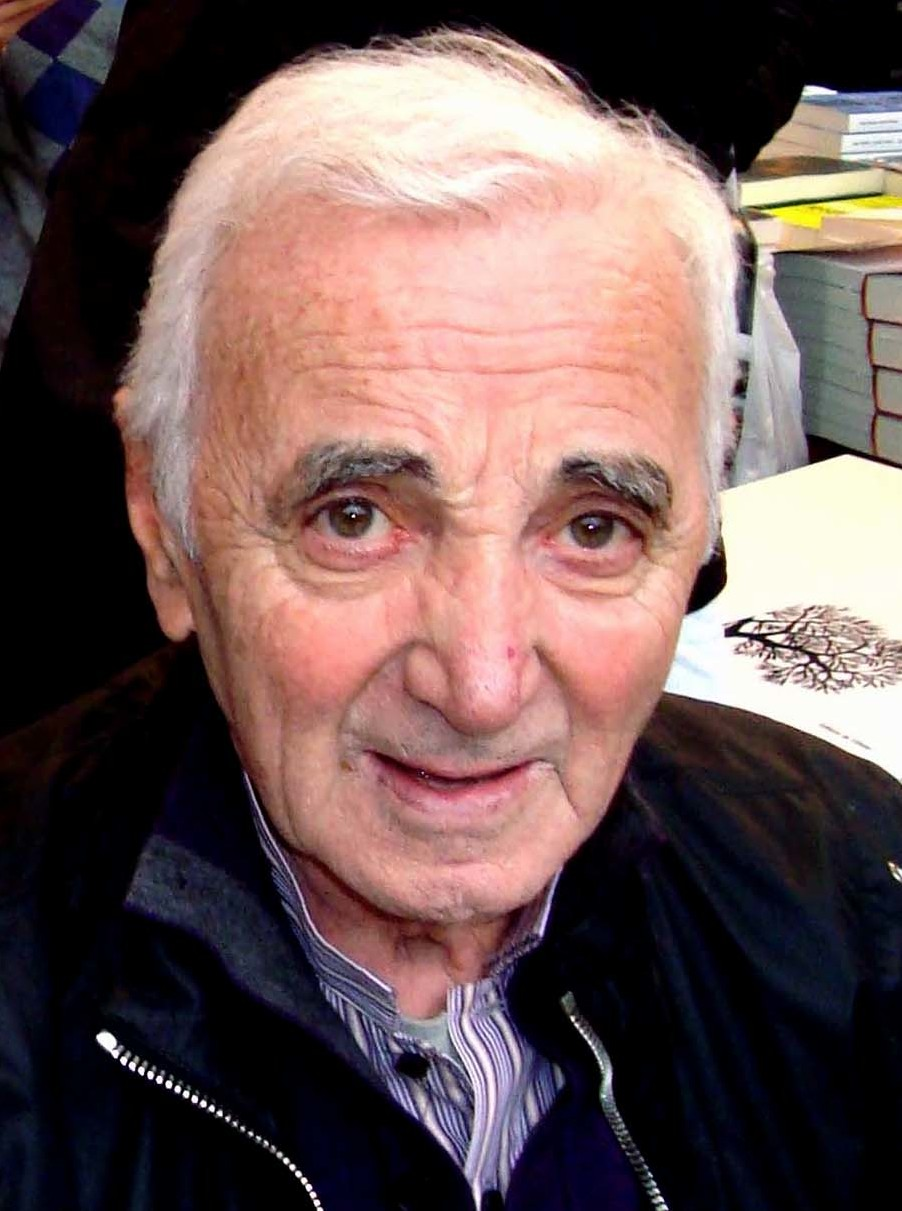
Шарль Азнавур

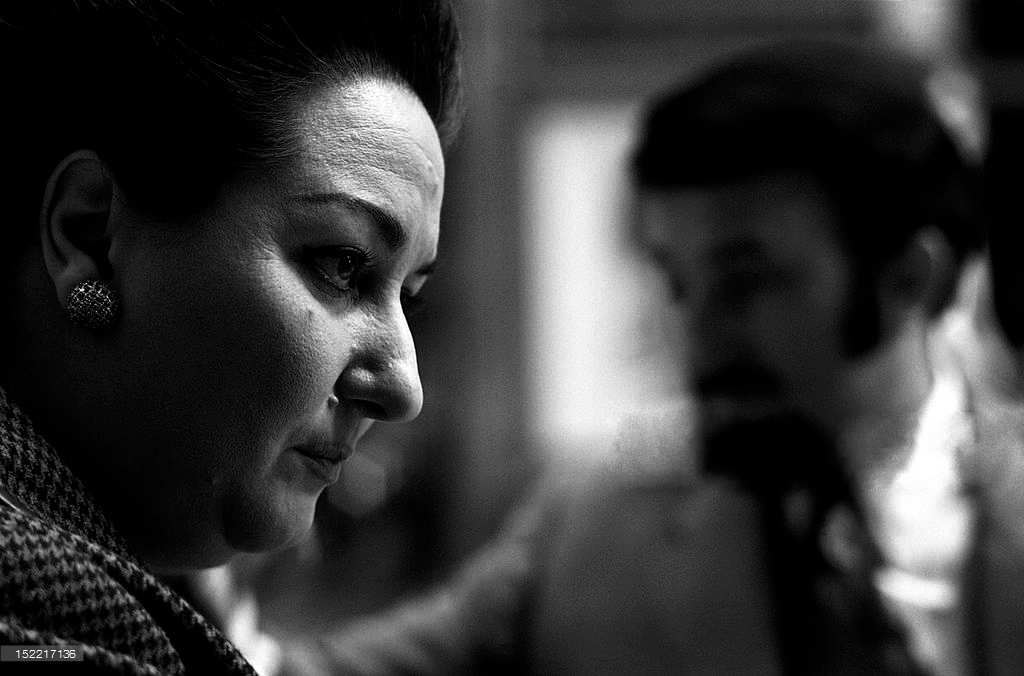
Монсеррат Кабалье

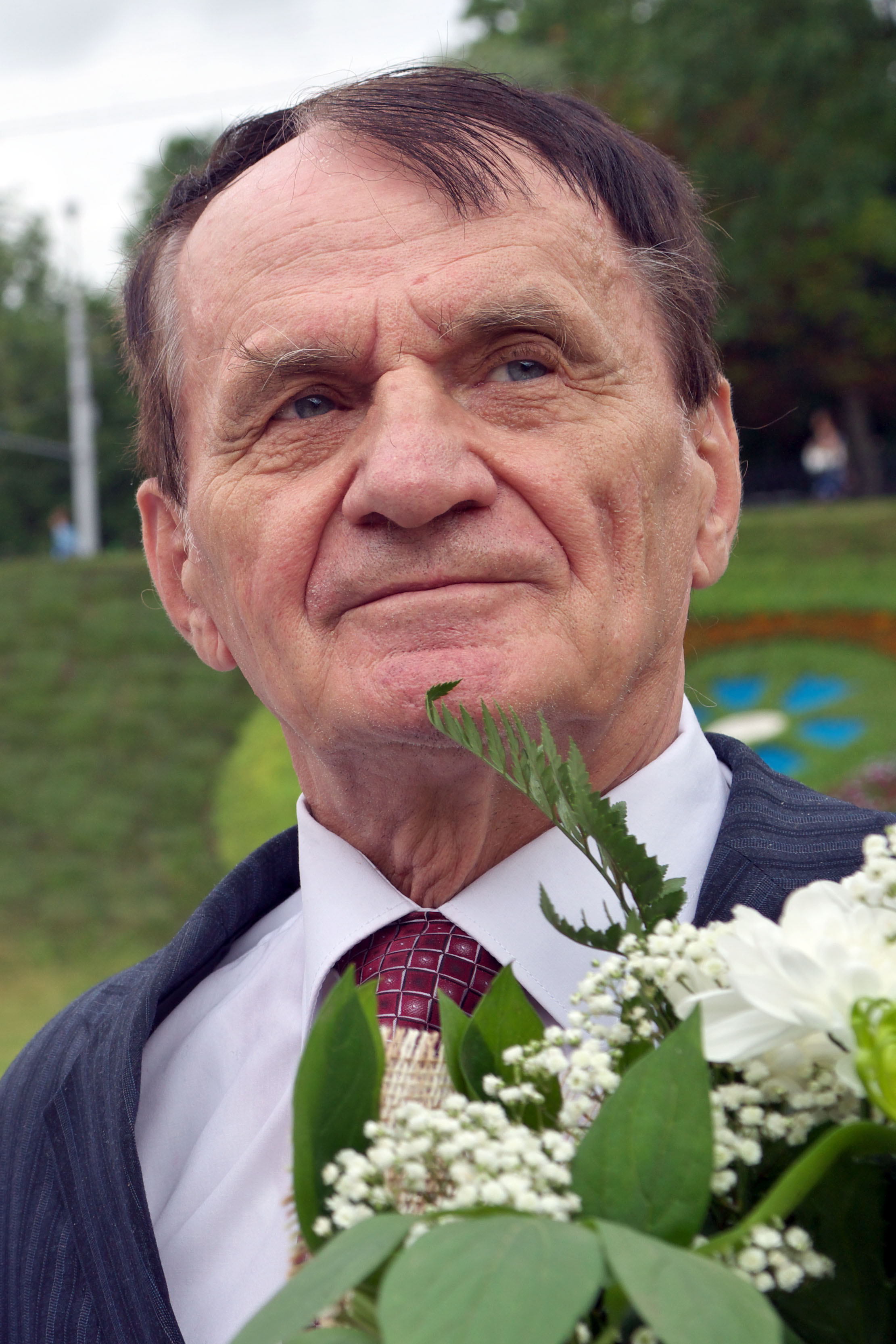
Игорь Лученок

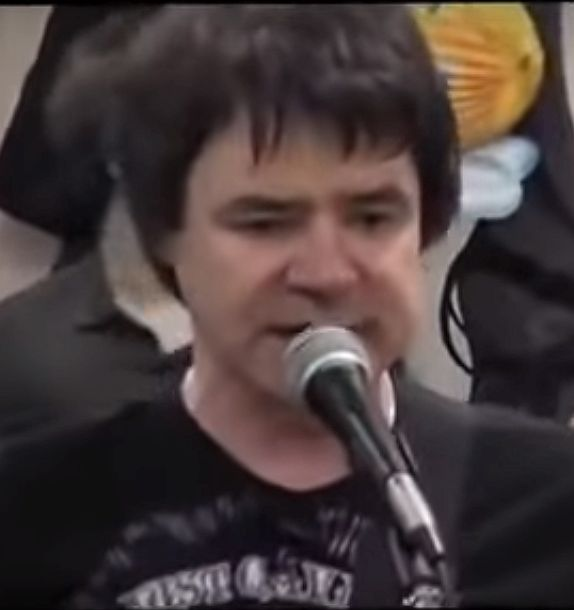
Евгений Осин

### Январь
- 1 января — Роберт Манн (97) — американский скрипач, композитор, дирижёр и музыкальный педагог
- 3 января
  - Луиджи Альберто Бьянки (73) — итальянский скрипач и альтист[32]
  - Людмила Ефимова (80) — советский и белорусский хоровой дирижёр
  - Майя Шахбердыева (87) — советская и туркменская оперная певица (колоратурное сопрано) и музыкальный педагог[33]
- 4 января
  - Рэй Томас (76) — британский музыкант и автор песен, вокалист и флейтист группы The Moody Blues
  - Пётр Чухрай (67) — советский и украинский бандурист и музыкальный педагог
- 7 января — Франс Галль (70) — французская певица
- 8 января
  - Шон Карр (49) — британский и украинский рок-певец и гитарист[34]
  - Дениз Ласаль (78) — американская блюзовая певица, автор песен и музыкальный продюсер
- 9 января — Александр Ведерников (90) — советский и российский оперный и камерный певец (бас) и музыкальный педагог
- 10 января
  - Эдди Кларк (67) — британский рок-музыкант и вокалист, гитарист группы Motörhead
  - Лис Лефевр (37) — бельгийская певица, журналистка и радиоведущая
- 14 января — Ким Гван Сук (53 или 54) — северокорейская певица, солистка ансамбля «Почхонбо»[35]
- 15 января
  - Аншель Брусилов (89) — американский скрипач, дирижёр и музыкальный педагог
  - Долорес О’Риордан (46) — ирландская певица, композитор и автор песен, вокалистка групп The Cranberries и D.A.R.K.[36]
- 16 января
  - Мадалена Иглезиаш (78) — португальская певица
  - Хавьера Муньос (40) — шведская певица и хореограф
  - Зоя Харабадзе (85) — советская эстрадная певица (сопрано) и композитор
  - Дэйв Холланд (69) — британский рок-музыкант, барабанщик групп Trapeze и Judas Priest
- 17 января — Deso Dogg (42) — немецкий рэпер
- 19 января
  - Fredo Santana (27) — американский рэпер
  - Иосиф Матаев (77) — советский и российский танцовщик и балетмейстер, художественный руководитель и главный балетмейстер ансамбля «Лезгинка»
- 20 января — Джим Родфорд (76) — британский музыкант, бас-гитарист групп The Kinks, The Zombies и Argent[37]
- 24 января
  - Александр Кублинский (81) — советский и латвийский композитор
  - Марк Смит (60) — британский певец, музыкант и автор песен, лидер группы The Fall[38]
- 25 января
  - Томми Бэнкс (81) — канадский пианист, композитор, дирижёр и политик
  - Людмила Сенчина (67) — советская и российская певица и актриса[39]
- 26 января
  - Игорь Жуков (81) — советский и российский пианист и дирижёр
  - Базз Клиффорд (75) — американский певец и автор песен
  - Франсиско Савин (88) — мексиканский дирижёр, композитор и музыкальный педагог
- 28 января — Нелли Богуславская (82) — советская и белорусская эстрадная певица
- 30 января — Марк Саллинг (35) — американский музыкант и актёр

### Февраль
- 1 февраля — Деннис Эдвардс[англ.] (74) — американский певец, вокалист группы The Temptations
- 2 февраля — Зинаида Диденко (79) — советская и российская оперная певица
- 7 февраля
  - Тамара Агапова (78) — советская и российская оперная певица (меццо-сопрано)
  - Джон Перри Барлоу (70) — американский поэт и эссеист, автор текстов песен группы Grateful Dead
  - Дмитрий Бузылёв (61) — советский и российский актёр, поэт, композитор и сценарист
- 9 февраля — Йохан Йоханнссон (48) — исландский композитор и музыкальный продюсер
- 11 февраля — Анна Саед-Шах (68) — советская и российская поэтесса, автор текстов песен, сценаристка и журналистка
- 12 февраля — Клаше ван дер Вал (69) — нидерландский музыкант, бас-гитарист группы Shocking Blue
- 13 февраля
  - Chyskillz (48) — американский музыкальный продюсер, битмейкер, диджей и рэпер
  - Нини Тейладе (102) — датская балерина и балетный педагог
- 15 февраля — Тамара Нижникова (92) — советская и белорусская оперная певица (колоратурное сопрано) и музыкальный педагог
- 16 февраля — Хели Ляэтс (85) — советская и эстонская эстрадная и камерная певица (меццо-сопрано)
- 19 февраля — Сергей Черняков (58) — советский и российский рок-барабанщик
- 22 февраля — Нанетт Фабрей (97) — американская актриса, певица и танцовщица

### Март
- 2 марта
  - Таир Акпер (72) — советский и азербайджанский композитор, певец и преподаватель
  - Хесус Лопес Кобос (78) — испанский дирижёр
- 3 марта
  - Ноэль Дево (88) — бразильский фаготист французского происхождения
  - Виргилиюс Норейка (82) — советский и литовский оперный певец (тенор) и музыкальный педагог
- 4 марта — Игорь Бурко (73) — советский и российский джазовый трубач, основатель и художественный руководитель ансамбля «Уральский диксиленд»
- 5 марта
  - Керстин Деллерт (92) — шведская оперная певица (сопрано)
  - Михаил Чембержи (73) — советский и украинский композитор и музыкальный педагог
- 7 марта — Светлана Сидорова (78) — советская и российская балерина и педагог
- 8 марта — Милко Келемен (93) — югославский, немецкий и хорватский композитор
- 9 марта — Ирина Боссини (47) — советская и российская оперная певица (драматическое сопрано)
- 11 марта — Альба Арнова (87) — итальянская балерина и киноактриса
- 12 марта — Ноки Эдвардс[англ.] (82) — американский музыкант, гитарист группы The Ventures
- 17 марта
  - Алла Васильева (84) — советская и российская виолончелистка, гамбистка, педагог, дирижёр и писательница
  - Таливалдис Декснис (71) — советский и латвийский органист
- 20 марта — Дильбар Абдурахманова (81) — советская и узбекская скрипачка, дирижёр и педагог
- 22 марта — Андрей Климнюк (53) — советский и российский певец, автор песен и продюсер
- 24 марта — Лиз Ассиа (94) — швейцарская певица[40]
- 26 марта — Николай Кауфман (92) — болгарский музыковед, композитор и фольклорист
- 28 марта — Олег Анофриев (87) — советский и российский актёр, кинорежиссёр, автор и исполнитель песен
- 30 марта
  - Айвор Гест (97) — британский историк и писатель, специалист в области истории балета
  - Сабахудин Курт (82) — югославский и боснийский певец
  - Наталья Попович (73) — советский и российский хормейстер, главный хормейстер театра «Новая опера» (1991—2017)

### Апрель
- 1 апреля — Нина Абт-Нейферт (73) — советская и российская оперная певица (сопрано) и педагог
- 3 апреля — Лилль-Бабс (80) — шведская певица, актриса и телеведущая
- 5 апреля — Сесил Тэйлор (89) — американский джазовый композитор, пианист и поэт
- 8 апреля — Михаил Шух (65) — советский и украинский композитор и музыкальный педагог
- 9 апреля — Чэнь Цюшэн (75) — тайваньский дирижёр
- 10 апреля — Тончо Русев (85) — болгарский музыкант и композитор
- 14 апреля
  - Жан-Клод Мальгуар (77) — французский гобоист, дирижёр, музыковед и педагог
  - Милан Шкампа (89) — чехословацкий и чешский альтист и педагог
- 17 апреля — Алексей Шамбер (70) — советский и российский артист оперетты и педагог
- 20 апреля — Авичи (28) — шведский диджей и музыкальный продюсер[41]
- 21 апреля — Людмила Сафронова (88) — советская и российская балерина и балетный педагог
- 23 апреля — Сергей Тупикин (53) — советский и российский рок-музыкант, бас-гитарист группы «Сектор Газа»[42]
- 27 апреля — Мая Кулиева (97) — советская и туркменская оперная певица (сопрано) и актриса[43]
- 30 апреля — Валдис Зариньш (76) — советский и латвийский скрипач

### Май
- 1 мая — Ванда Вилкомирская (89) — польская и австралийская скрипачка, композитор и музыкальный педагог
- 2 мая — Вадим Мулерман (79) — советский, американский и украинский эстрадный певец
- 4 мая
  - Стив Кой (56) — британский музыкант, продюсер и композитор, барабанщик группы Dead or Alive
  - Аби Офарим (80) — израильский певец, танцор и музыкант
- 5 мая — Владимир Сапунов (65) — советский и российский поэт, композитор и продюсер, директор-администратор групп «Машина времени» и «Воскресение»
- 7 мая — Моран (57) — бельгийская певица
- 11 мая — Михаил Альперин (61) — советский и норвежский джазовый пианист, композитор и бэнд-лидер
- 13 мая — Гленн Бранка (69) — американский композитор и гитарист
- 18 мая
  - Юрий Загороднюк (68) — советский и российский скрипач
  - Детлеф Кобеля (74) — немецкий композитор и музыковед
- 19 мая — Регги Лукас (65) — американский музыкант, автор песен и музыкальный продюсер
- 20 мая — Патриша Морисон (103) — американская актриса и певица
- 21 мая — Алексей Зимаков (47) — советский и российский гитарист
- 24 мая — Иван Христофоров (83) — советский и российский певец
- 25 мая — Пит Кее (90) — нидерландский органист, композитор и музыкальный педагог
- 28 мая
  - Пиппо Карузо (82) — итальянский композитор, дирижёр, аранжировщик и продюсер
  - Мати Пальм (76) — советский и эстонский оперный певец (бас-баритон)
- 30 мая — Виктор Чепуров (92) — советский и российский скрипач и музыкальный педагог

### Июнь
- 3 июня — Наталия Сорокина (91) — советская и российская исполнительница на гуслях
- 5 июня — Станислав Морыто (71) — польский органист, композитор и музыкальный педагог
- 6 июня
  - Тедди Джонсон (98) — британский певец
  - Татьяна Смирнова (78) — советская и российская пианистка, композитор и музыкальный педагог
- 8 июня
  - Дэнни Кирван (68) — британский музыкант, гитарист группы Fleetwood Mac
  - Джино Сантерколе (77) — итальянский певец, композитор и гитарист
- 9 июня — Клара Балог (89) — советская и украинская балерина и балетмейстер
- 10 июня — Нил Бойд (42) — американский певец (тенор)
- 11 июня — Иветт Орнер (95) — французская аккордеонистка
- 12 июня — Людмила Туманова (72) — советская и российская певица, гитаристка и автор песен
- 13 июня — Доминик Джозеф Фонтана (87) — американский музыкант, барабанщик Элвиса Пресли
- 16 июня — Геннадий Рождественский (87) — советский и российский дирижёр, пианист, композитор и музыкальный педагог
- 18 июня
  - XXXTentacion (20) — американский рэпер и автор песен
  - Ольга Искандерова (74) — советская и российская балерина и педагог
  - Михаил Рожков (99) — советский и российский балалаечник
  - Джимми Уопо (21) — американский рэпер
- 22 июня
  - Джеффри Ориема (65) — угандийский и французский музыкант и певец
  - Винни Пол (54) — американский рок-музыкант, барабанщик групп Pantera, Damageplan и Hellyeah
- 26 июня
  - Андрей Дементьев (89) — советский и российский поэт, теле- и радиоведущий и поэт-песенник
  - Бу Нильссон (81) — шведский композитор
- 27 июня — Джо Джексон (89) — американский музыкальный менеджер, патриарх семьи Джексонов

### Июль
- 1 июля
  - Джиллиан Линн (92) — британская балерина, танцовщица, хореограф, актриса и театральный режиссёр
  - Ольга Лозовая (46) — советская и российская актриса и певица
- 4 июля — Борис Куликов (86) — советский и российский хормейстер и музыкальный педагог
- 6 июля
  - Влатко Илиевски (33) — македонский рок-певец и актёр
  - Сергей Пешков (65) — советский и российский виолончелист и музыкальный педагог
- 8 июля
  - Альберт Гофман (80) — советский и российский флейтист и музыкальный педагог
  - Таб Хантер (86) — американский актёр и певец
- 9 июля — Оливер Нассен (66) — британский композитор, дирижёр и музыкальный педагог
- 15 июля — Владимир Воронин (68) — советский и российский оперный певец (тенор) и музыкальный педагог
- 17 июля — Игорь Браславский (59) — советский и российский композитор и певец, солист группы «Доктор Ватсон»
- 19 июля — Джон Шнепп (51) — американский режиссёр, продюсер и сценарист, режиссёр видеоклипов
- 21 июля — Джонатан Голд (57) — американский музыкальный и ресторанный критик
- 27 июля — Эркин Мадемилова (89) — советская и киргизская балерина и хореограф
- 28 июля — Семён Мильштейн (58) — советский и российский трубач
- 29 июля
  - Оливер Драгоевич (70) — югославский и хорватский певец[44]
  - Александра Цалай-Якименко (86) — советский и украинский музыковед
- 30 июля
  - Эльмира Давыдова (78) — советский и российский музыковед
  - Хайям Мирзазаде (82) — советский и азербайджанский композитор и музыкальный педагог[45]

### Август
- 1 августа — Мэри Карлайл (104) — американская актриса и певица
- 4 августа — Александр Куллинкович (46) — советский и белорусский рок-музыкант, актёр, журналист и поэт, основатель и вокалист группы «Нейро Дюбель»
- 7 августа — Андрей Крисанов (52) — советский и российский художник, музыкант и актёр
- 11 августа — Лео Корхин (89) — советский и российский дирижёр
- 12 августа
  - Владимир Зозуля (84) — советский и российский дирижёр и музыкальный педагог
  - Бурлият Ибрагимова (86) — советская и российская певица
- 14 августа
  - Валентина Левко (92) — советская и российская оперная и камерная певица (контральто, меццо-сопрано) и музыкальный педагог
  - Тео-Эндель Майсте (86) — советский и эстонский оперный певец (бас) и музыкальный педагог
  - Джилл Янус (42) — американская певица, вокалистка группы Huntress
- 16 августа — Арета Франклин (76) — американская соул-певица
- 17 августа — Николай Зиновьев (73) — советский и российский поэт-песенник
- 21 августа — Стефан Карл Стефанссон (43) — исландский актёр, певец и танцор
- 22 августа — Эд Кинг (68) — американский музыкант, гитарист групп Strawberry Alarm Clock и Lynyrd Skynyrd
- 24 августа — Ури Катценштейн (67) — израильский скульптор, музыкант и создатель музыкальных инструментов
- 25 августа — Линдси Кемп (80) — британский танцор, актёр, педагог, артист-мим и хореограф
- 26 августа — Инге Борк (97) — немецкая оперная певица (сопрано)
- 29 августа
  - Коля Васин (73) — советский и российский музыковед, коллекционер и писатель
  - Валентин Манохин (77) — советский и российский танцовщик, балетмейстер, музыкальный педагог и актёр
  - Пол Тейлор (88) — американский артист балета и балетмейстер
- 30 августа — Иосиф Кобзон (80) — советский и российский эстрадный певец

### Сентябрь
- 1 сентября — Рэнди Уэстон (92) — американский джазовый пианист и композитор
- 4 сентября — Роман Майборода (75) — советский и украинский оперный певец (баритон)
- 6 сентября — Клаудио Шимоне (83) — итальянский дирижёр
- 7 сентября — Мак Миллер (26) — американский рэпер, продюсер и автор песен
- 12 сентября — Рашид Таха (59) — алжирский и французский певец и автор песен
- 16 сентября — Михаил Луконин (59) — советский и российский эстрадный и оперный певец (баритон) и композитор
- 18 сентября — Пётр Лашер (80) — польский и бельгийский композитор, пианист и музыкальный педагог
- 19 сентября — Артур Митчелл (84) — американский танцор и хореограф
- 22 сентября — Эл Мэттьюс (75) — американский певец и актёр
- 25 сентября
  - Владимир Букин (67) — советский и российский оперный певец (драматический баритон)
  - Фридхельм Дёль (82) — немецкий композитор и музыкальный педагог
- 27 сентября — Марти Балин (76) — американский певец и музыкант, вокалист и гитарист групп Jefferson Airplane и Jefferson Starship
- 29 сентября — Отис Раш (84) — американский блюзовый певец и гитарист

### Октябрь
- 1 октября
  - Шарль Азнавур (94) — французский шансонье, композитор, поэт, писатель и актёр
  - Джерри Гонсалес (69) — американский и испанский джазовый трубач, перкуссионист, композитор и аранжировщик
  - Бен Даглиш (52) — британский игровой композитор
  - Херберт Сэмюэл Линденбергер (89) — американский литературовед и музыковед
- 2 октября — Джефф Эмерик (72) — британский звукорежиссёр и музыкальный продюсер
- 5 октября — Стефан Кардон (77) — французский дирижёр
- 6 октября — Монсеррат Кабалье (85) — испанская оперная певица (сопрано)
- 8 октября — Калио Мюльберг (90) — советский и украинский кларнетист и музыкальный педагог
- 12 октября — Владимир Гайков (72) — советский и российский ударник и музыкальный педагог
- 15 октября — Иван Вишневский (57) — советский и российский композитор и музыкальный журналист
- 24 октября — Хорст Шульце (97) — немецкий актёр и оперный певец
- 25 октября
  - Рузалия апа (83) — российская татарская певица
  - Борис Темирканов (81) — советский и российский дирижёр и композитор
- 26 октября — Николай Караченцов (73) — советский и российский актёр и певец
- 27 октября — Херб Ремингтон[англ.] (92) — американский музыкант, гитарист группы Bob Wills and His Texas Playboys

### Ноябрь
- 7 ноября — Франсис Ле (86) — французский кинокомпозитор и аккордеонист
- 11 ноября — Валентин Снегирёв (86) — советский и российский литаврист и музыкальный педагог
- 12 ноября — Игорь Лученок (80) — советский и белорусский композитор и музыкальный педагог
- 15 ноября
  - Рой Кларк (85) — американский кантри-певец и музыкант
  - Иван Смирнов (63) — советский и российский композитор и гитарист
- 17 ноября
  - Евгений Осин (54) — советский и российский певец, музыкант и автор песен[46]
  - Диана Петриненко (88) — советская и украинская оперная певица (сопрано) и музыкальный педагог[47]
  - Борис Полоскин (86) — советский и российский бард автор-исполнитель песен, поэт и гитарист
- 18 ноября — Этель Эйлер (88) — американская актриса и певица
- 19 ноября — Евгений Блинов (93) — советский, российский и украинский балалаечник, дирижёр и музыкальный педагог
- 25 ноября — Нина Бейлина (81) — советская и американская скрипачка и педагог
- 26 ноября — Станислав Горковенко (80) — советский и российский дирижёр и композитор

### Декабрь
- 13 декабря — Нэнси Уилсон (81) — американская джазовая певица
- 15 декабря — Дорис Лайне (87) — финская балерина, хореограф и педагог
- 16 декабря — Анка Поп (34) — румынская и канадская певица, музыкант и автор песен
- 19 декабря — Ким Тесаков (82) — советский и белорусский композитор
- 26 декабря — Теодорос Антониу (83) — греческий композитор, дирижёр, скрипач и педагог
- 29 декабря — Альдо Паризот (100) — бразильский и американский виолончелист и музыкальный педагог
- 30 декабря — Бландин Верле (76) — французская клавесинистка

## Музыкальные фильмы
1 ноября — «Богемская рапсодия»